# Franca Ongaro
Franca Ongaro (Venezia, 15 settembre 1928 – Venezia, 13 gennaio 2005) è stata un'attivista e politica italiana e, assieme al marito Franco Basaglia, tra i protagonisti del movimento della Psichiatria Democratica.

## Biografia
Dopo gli studi classici nella città natale, i suoi primi interessi si rivolsero prevalentemente alla letteratura (era sorella dello scrittore Alberto Ongaro).  Pubblicò diversi racconti per l'infanzia, nonché una riduzione dell'Odissea (illustrata da Hugo Pratt) e un'altra del romanzo Piccole donne, sul Corriere dei Piccoli, negli anni tra il 1959 e il 1963.
La conoscenza di Franco Basaglia, che divenne suo marito nel 1953, e che nell'ospedale psichiatrico di Gorizia avrebbe iniziato la "rivoluzione psichiatrica" nella seconda parte degli anni sessanta, cambiò la sua vocazione come donna e come scrittrice. I due ebbero nel 1953 il figlio Enrico e nel 1954 la figlia Alberta, che nonostante gravi deficit visivi si è laureata in psicologia e ha continuato l'attività nell'insegnamento dei genitori. Col marito e con il gruppo di psichiatri e intellettuali che si radunò attorno a loro, scrisse, curò e tradusse i testi che saranno la testimonianza documentaria del lavoro di apertura che, da Gorizia, iniziò a scuotere le fondamenta dell'istituzione ospedaliera e che portò, nel corso degli anni, alla legge 180, con cui si superò l'esperienza dei manicomi in Italia.
Dopo la morte del marito, avvenuta per una rapida malattia nel 1980, ne raccolse l'eredità, continuando, soprattutto a livello politico, la lotta per l'umanizzazione della medicina psichiatrica. Dal 1983 al 1992 fu, per due legislature, senatrice della Sinistra Indipendente, e in questa veste guidò la battaglia parlamentare e culturale per l'applicazione dei principi posti dalla riforma psichiatrica, come autrice del disegno di legge di attuazione della legge 180, da cui scaturì il testo base del primo "Progetto obiettivo salute mentale" (1989). Collaborò anche alla stesura delle varie disposizioni regionali che hanno diffuso la cultura dell'accoglienza del malato psichiatrico nelle più diverse zone del Paese.

## Premi e riconoscimenti
- Nel 1975 ha ricevuto, insieme al marito, un premio speciale nell'ambito del Premio Sila per ... la passione civile e politica che anima la loro attività di operatori culturali e sociali.[1]
- Nel luglio 2000 ricevette il premio Ives Pelicier dell'International Academy of Law and Mental Health.
- Nell'aprile 2001 ricevette la laurea honoris causa in Scienze politiche dall'Università di Sassari.
- Nel 2011 la città di Trieste ha intitolato a Franco Basaglia e a Franca Ongaro Basaglia il teatro dell'ex ospedale psichiatrico.

## Opere
La sua produzione, personale o in coppia con il marito, si estese a tematiche di carattere filosofico e sociologico sulla medicina moderna e le istituzioni sanitarie, la bioetica, la condizione della donna, le pratiche di trasformazione delle istituzioni.

### Personali (in volume e in raccolta)
- Le parole della medicina, Einaudi, Torino (1979)
- Salute/malattia, Einaudi, Torino (1982)
- Manicomio perché?, Emme Edizioni, Milano (1982)
- Una voce: riflessioni sulla donna, Il Saggiatore, Milano (1982)
- Vita e carriera di Mario Tommasini burocrate scomodo narrate da lui medesimo, Editori Riuniti, Roma (1987)
- Eutanasia, in "Democrazia e Diritto", nn. 4-5 (1988)
- Eutanasia. Libertà di scelta e limiti del consenso, in Dameno, Roberta e Verga, Massimiliano (a cura di), Finzioni e utopie. Diritto e diritti nella società contemporanea, Guerrini, Milano (2001)

### Con Franco Basaglia
- Che cos'è la psichiatria, Einaudi, Torino (1967)
- L'istituzione negata, Einaudi, Torino (1968)
- Morire di classe, Einaudi, Torino (1969)
- La maggioranza deviante, Einaudi, Torino (1971)
- Crimini di pace, Einaudi, Torino (1975)

### Come traduttrice (testi più importanti)
- Erving Goffman, Asylums, Einaudi, Torino (1969)
- Erving Goffman, Il comportamento in pubblico, Einaudi, Torino (1971)
- Gregorio Bermann, La salute mentale in Cina, Einaudi, Torino (1972)

Inoltre, curò per Einaudi la pubblicazione dei due volumi degli Scritti di Franco Basaglia (1981-'82), nonché il volume biografico: Franco Basaglia. L'utopia della realtà (2005).